# Karol Ferdynand Lang
Karol Ferdynand Lang (ur. 1811 w Lublinie, zm. 8 stycznia 1906 we Lwowie) – żołnierz, powstaniec listopadowy, flecista.

## Życiorys
Urodził się w 1811 w Lublinie. W wieku 16 lat wstąpił do Wojska Polskiego i służył w 1 Pułku Strzelców Pieszych. Pod koniec lat 20. był przydzielony do służby w szpitalu, a po wybuchu powstania listopadowego służył w szeregach pułku odbywając całą kampanię.
Po upadku powstania osiadł we Lwowie. Od 1833 był członkiem orkiestry teatralnej we Lwowie. Jako flecista występował w Teatrze Skarbkowskim we Lwowie od jego otwarcia w 1842. Ponadto w teatrze zajmował się naprawą instrumentów muzycznych. W 1848 był gwardzistą w szeregach Legii Honorowej. W 1893 obchodził 60-lecie pracy zawodowej i z tej okazji otrzymał tytuł członka honorowego Towarzystwa Muzycznego we Lwowie. W tym samym roku przeszedł na emeryturę.
Od listopada 1905 chorował na zapalenie opłucnej, przebywał w klinice prof. Antoniego Gluzińskiego. Zmarł 8 stycznia 1906 w wieku 95 lat jako jeden z ostatnich uczestników powstania listopadowego. Został pochowany na Cmentarzu Łyczakowskim we Lwowie 10 stycznia 1906.
W kilku współczesnych źródłach Karol Ferdynand Lang, żyjący w latach 1811-1906 jest wymieniany jako autor fotografii we Lwowie w XIX wieku, jednak tej profesji nie podały źródła prasowe przedstawiające jego życiorys.